# Burs fattigstuga

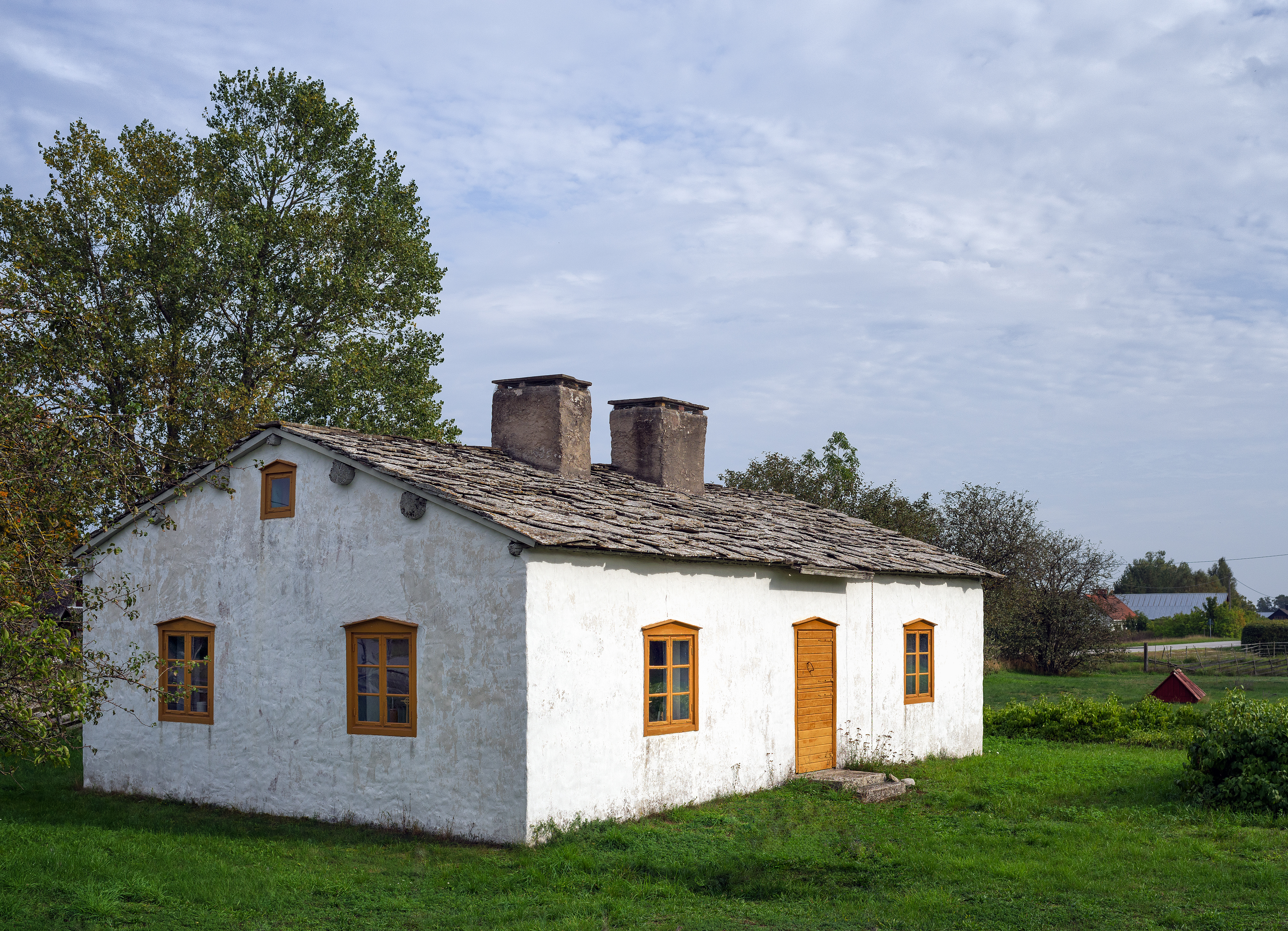
Kalkstenshus med flistäckt tak. Detta är fasaden in mot tomten. Fasaden mot vägen är likadan. Byggnaden har två ingångar.

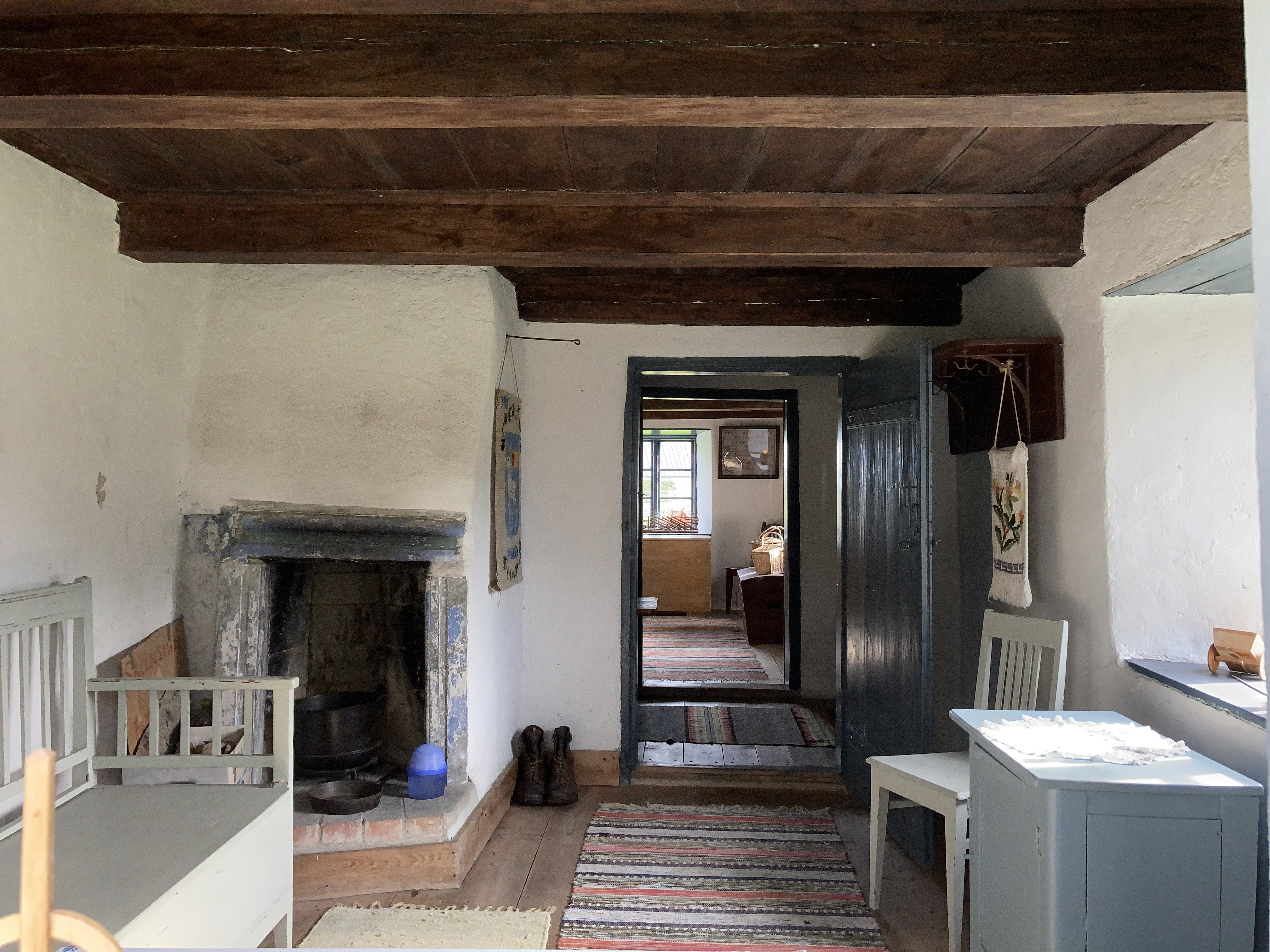
Interiörbild från fattigstugan.

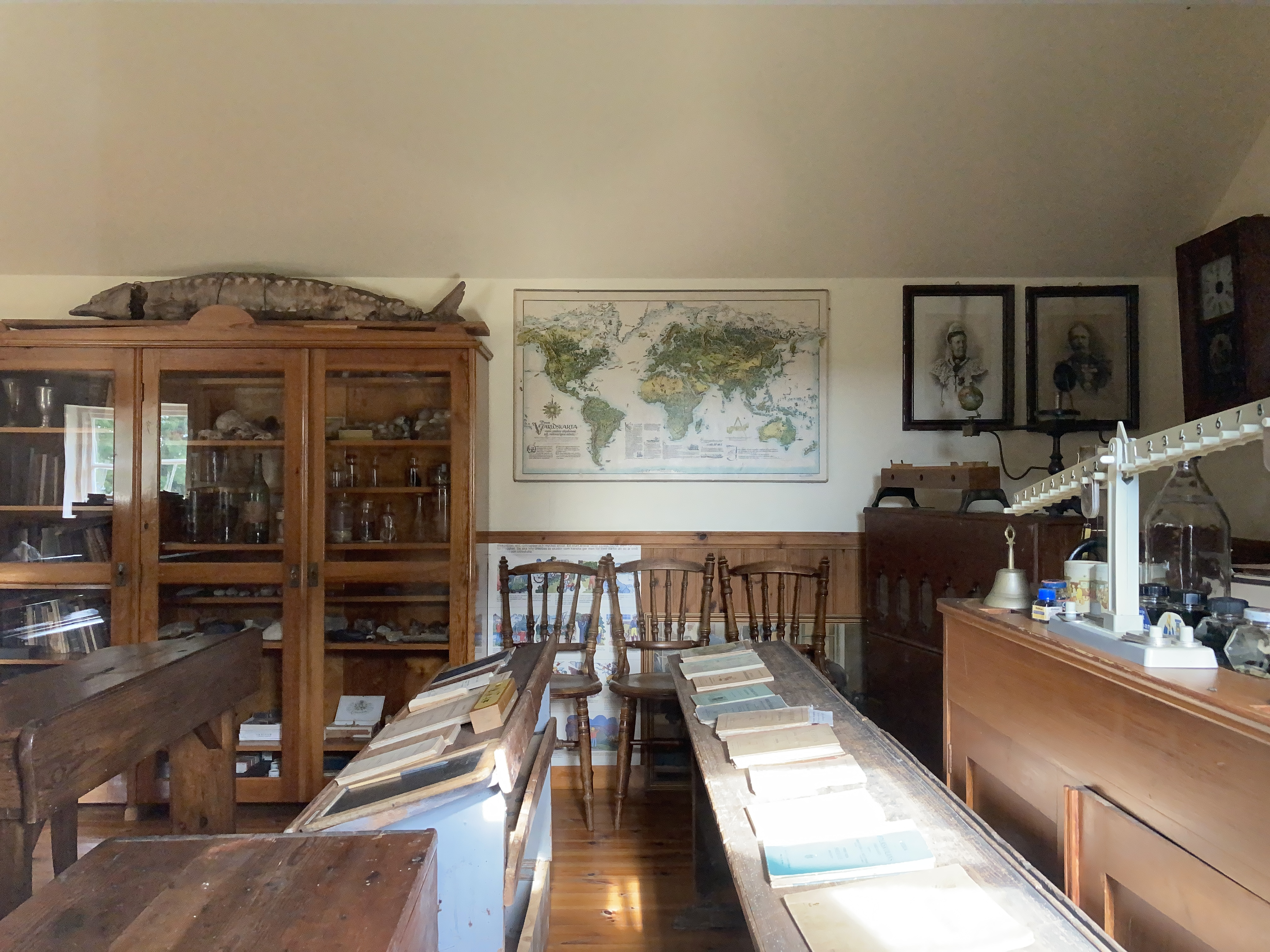
I före detta förrådet (vedboden) inryms ett skolmuseum med föremål från socknens numera nedlagda skola. Det ingår i byggnadsminnet.

Burs fattigstuga för Burs sockenbor byggdes 1816. Ändamålet var att de sockenbor som inte kunde klara sig själva skulle få tak över huvudet och hjälp med mat och kläder. Det användes fram till 1949 och är fortfarande i nära ursprungligt skick.
Huset är byggt av kalksten och putsat med kalkbruk. Taket är täckt med flis i så kallad vild läggning. 
På tomten finns också ett tidigare förrådshus som används som skolmuseum. 
Byggnadsminnesförklaring från den 19 december 1988 avser båda husen.